# Équipe du Gabon de football à la Coupe d'Afrique des nations 2021
L’équipe du Gabon de football participe à la Coupe d'Afrique des nations 2021 organisée au Cameroun du 9 janvier au 6 février 2022. Il s'agit de la 8e participation des Panthères, emmenées par Patrice Neveu. Le Gabon est éliminé en huitième de finale par le Burkina Faso, aux tirs au but.

## Qualifications
Le Gabon est placé dans le groupe D des qualifications. Il se qualifie en prenant la deuxième place du groupe derrière la Gambie.

### Résultats
| Rang | Équipe   | Pts | J | G | N | P | Bp | Bc | Diff |  | Résultats (▼ dom., ► ext.) |     |     |     |     |
| ---- | -------- | --- | - | - | - | - | -- | -- | ---- |  | -------------------------- | --- | --- | --- | --- |
| 1    | Gambie   | 10  | 6 | 3 | 1 | 2 | 9  | 7  | +2   |  | Gambie                     |     | 2-1 | 2-2 | 1-0 |
| 2    | Gabon    | 10  | 6 | 3 | 1 | 2 | 8  | 6  | +2   |  | Gabon                      | 2-1 |     | 3-0 | 2-1 |
| 3    | RD Congo | 6   | 6 | 2 | 3 | 1 | 4  | 5  | -1   |  | RD Congo                   | 1-0 | 0-0 |     | 0-0 |
| 4    | Angola   | 3   | 6 | 1 | 1 | 4 | 4  | 7  | -3   |  | Angola                     | 1-3 | 2-0 | 0-1 |     |

| 1re journée                  | RD Congo | 0 - 0 | Gabon |                             |                             |
| 14 novembre 2019 20h00 UTC+1 |          | (0-0) |       | Stade des Martyrs, Kinshasa | Stade des Martyrs, Kinshasa |

| 2e journée                   | Gabon                       | 2 - 1   | Angola   |                                   |                                   |
| 17 novembre 2019 20h00 UTC+1 | Boupendza 27e · Bouanga 45e | (2 - 0) | 84e Yano | Stade de Franceville, Franceville | Stade de Franceville, Franceville |

| 3e journée       | Gabon                       | 2 - 1   | Gambie   |  |  |
| 12 novembre 2020 | Bouanga 8e · Aubameyang 55e | (1 - 0) | 81e Jobe |  |  |

| 4e journée       | Gambie         | 2 - 1   | Gabon      |  |  |
| 16 novembre 2020 | Barrow 49e 79e | (0 - 0) | Ecuele 89e |  |  |

| 5e journée   | Gabon                                    | 3 - 0   | RD Congo |                                                        |                                                        |
| 22 mars 2021 | Boupendza 44e Bouanga 72e Aubameyang 86e | (1 - 0) |          | Stade d'Angondjé, Libreville Arbitrage : Janny Sikazwe | Stade d'Angondjé, Libreville Arbitrage : Janny Sikazwe |

| 6e journée   | Angola               | 2 - 0   | Gabon |                                                            |                                                            |
| 29 mars 2021 | Show 63e Augusto 69e | (0 - 0) |       | Stade national d'Ombaka, Benguela Arbitrage : Gehad Grisha | Stade national d'Ombaka, Benguela Arbitrage : Gehad Grisha |

### Statistiques

#### Buteurs
| Buts | Joueurs                                    |
| ---- | ------------------------------------------ |
| 3    | Denis Bouanga                              |
| 2    | Aaron Boupendza, Pierre-Emerick Aubameyang |
| 1    | Bruno Ecuele Manga                         |

## Compétition

### Tirage au sort
Le tirage au sort de la CAN 2021 est effectué le 17 août 2021 à Yaoundé. Le Gabon, 89e nation au classement FIFA, est placé dans le chapeau 3. Le tirage place les Panthères dans le groupe C, avec le Maroc (chapeau 1, 28e au classement Fifa), le Ghana, (chapeau 2, 52e) et les Comores (chapeau 4, 132e).

### Premier tour
| Rang | Équipe  | Pts | J | G | N | P | Bp | Bc | Diff |  | Résultats (▼ dom., ► ext.) |  |     |     |     |
| ---- | ------- | --- | - | - | - | - | -- | -- | ---- |  | -------------------------- |  | --- | --- | --- |
| 1    | Maroc   | 7   | 3 | 2 | 1 | 0 | 5  | 2  | +3   |  | Maroc                      |  | 2-2 | 1-0 | 2-0 |
| 2    | Gabon   | 5   | 3 | 1 | 2 | 0 | 4  | 3  | +1   |  | Gabon                      |  |     | 1-1 | 1-0 |
| 3    | Comores | 3   | 3 | 1 | 0 | 2 | 3  | 5  | -2   |  | Comores                    |  |     |     | 3-2 |
| 4    | Ghana   | 1   | 3 | 0 | 1 | 2 | 3  | 5  | -2   |  | Ghana                      |  |     |     |     |

     Équipe qualifiée ou victorieuse; Pts = points; J = joués; G = gagnés; N = nuls; P = perdus;
Bp = buts pour; Bc = buts contre; Diff = différence de buts
| Match 6                   | Comores | 0 - 1   | Gabon         | Stade Ahmadou-Ahidjo, Yaoundé                           |                                                         |
| 10 janvier 2022 20h00 WAT |         | (0 - 1) | 15e Boupendza | Arbitrage : Peter Waweru Arbitre vidéo : Mahmoud Ashour | Arbitrage : Peter Waweru Arbitre vidéo : Mahmoud Ashour |
| 10 janvier 2022 20h00 WAT | Rapport |         |               | Arbitrage : Peter Waweru Arbitre vidéo : Mahmoud Ashour | Arbitrage : Peter Waweru Arbitre vidéo : Mahmoud Ashour |

| Match 18                  | Gabon                                    | 1 - 1   | Ghana                                                                   | Stade Ahmadou-Ahidjo, Yaoundé                                  |                                                                |
| 14 janvier 2022 20h00 WAT | Allevinah 88e                            | (0 - 1) | 18e A. Ayew                                                             | Arbitrage : Lahlou Benbraham Arbitre vidéo : Mehdi Abid Charef | Arbitrage : Lahlou Benbraham Arbitre vidéo : Mehdi Abid Charef |
| 14 janvier 2022 20h00 WAT | Ecuele-Manga 24e · Kanga 45e · Oyono 57e | Rapport | 36e Partey · 59e Kyereh · 81e Wollacott · 90+4e Paintsil · 90+4e Tetteh | Arbitrage : Lahlou Benbraham Arbitre vidéo : Mehdi Abid Charef | Arbitrage : Lahlou Benbraham Arbitre vidéo : Mehdi Abid Charef |

| Match 29                  | Gabon                            | 2 - 2   | Maroc                          | Stade Ahmadou-Ahidjo, Yaoundé                          |                                                        |
| 18 janvier 2022 20h00 WAT | Allevinah 21e · Aguerd 81e (csc) | (1 - 0) | 74e (pen.) Boufal · 84e Hakimi | Arbitrage : Beida Dahane Arbitre vidéo : Janny Sikazwe | Arbitrage : Beida Dahane Arbitre vidéo : Janny Sikazwe |
| 18 janvier 2022 20h00 WAT | Rapport                          |         |                                | Arbitrage : Beida Dahane Arbitre vidéo : Janny Sikazwe | Arbitrage : Beida Dahane Arbitre vidéo : Janny Sikazwe |

### Huitièmes de finale
| 23 janvier 2022 | Burkina Faso                                                                        | 1 - 1                 | Gabon | Stade de Limbé, Limbé                                  |                                                        |
| 17h00 WAT       | Traoré 28e                                                                          | (1 - 0, 1 - 1, 1 - 1) | 90+1e (csc) Guira | Arbitrage : Redouane Jiyed Arbitre vidéo : Adil Zourak | Arbitrage : Redouane Jiyed Arbitre vidéo : Adil Zourak |
| 17h00 WAT       | Guira 9e · Touré 22e · Kaboré 70e · Simporé 88e · Konaté 90e · Tapsoba 102e         | Rapport               | 7e Allevinah · 16e, 67e Obissa · 18e Boupendza · 58e Poko · 67e Ecuele Manga · 68e Bouanga · 103e Mfa Mezui · Amonome · | Arbitrage : Redouane Jiyed Arbitre vidéo : Adil Zourak | Arbitrage : Redouane Jiyed Arbitre vidéo : Adil Zourak |
| 17h00 WAT       | Kaboré · Ouattara · Tapsoba · Simporé · Yago · Guira · Konaté · Tapsoba · Ouédraogo | Tirs au but 7 - 6     | Bouanga · Méyé · Boupendza · Kanga · Poko · Ecuele Manga · Ameka · N'Gakoutou · Palun                                   | Arbitrage : Redouane Jiyed Arbitre vidéo : Adil Zourak | Arbitrage : Redouane Jiyed Arbitre vidéo : Adil Zourak |

### Statistiques

#### Buteurs
| Buts | Joueurs         | Adversaires         |
| ---- | --------------- | ------------------- |
| 2    | Jim Allevinah   | Ghana (1) Maroc (1) |
| 1    | Aaron Boupendza | Comores             |
| csc  | Nayef Aguerd    | Maroc               |
| csc  | Adama Guira     | Burkina Faso        |